# Régicide

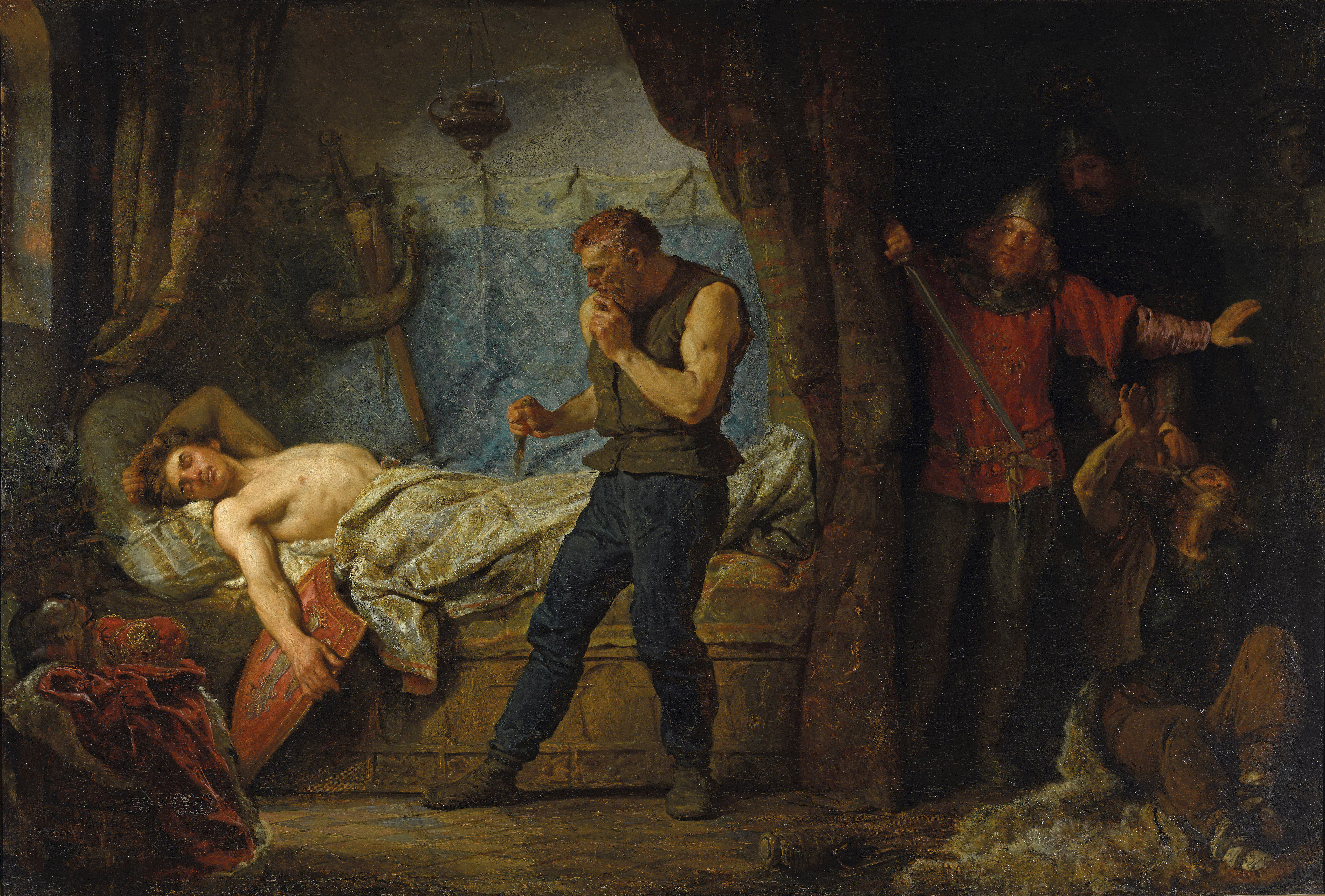
Un exemple de régicide : l'assassinat du roi de Pologne Przemysl II en 1296, vu par Wojciech Gerson en 1881.

Le mot régicide désigne à la fois l'assassinat d'un monarque et l'auteur de cet acte. La victime peut être un roi, comme le suggère l'étymologie du mot (du latin rex, regis « roi » et occidere « occire »), mais aussi un empereur ou tout autre prince régnant.
L'exécution d'une sentence de mort prononcée par une institution judiciaire ou politique à l'encontre d'un souverain, comme Louis XVI en France ou Charles Ier en Angleterre, est également considérée comme un régicide.
En revanche, ce terme ne s'applique pas aux homicides accidentels dont la victime est un monarque, dont un exemple célèbre est celui d'Henri II, mort à la suite d'un tournoi, ni dans le cas où le monarque meurt lors d'une bataille (Richard III d'Angleterre).
Le terme de régicide n'est bien entendu pas utilisé pour qualifier l'assassinat d'un chef d'État non monarchique, tels qu'un président de la République (Sadi Carnot en 1894).
La notion de régicide a suscité une littérature théorique, notamment autour de la question de l'assassinat d'un « tyran » (tyrannicide). Thomas d'Aquin, suivant sur ce point Aristote, considère que l'assassinat d'un tyran peut être licite dans certaines circonstances. Mais à l'Époque moderne, notamment durant les guerres de Religion, les membres d'un parti s'estiment en droit de tuer le monarque, dès lors qu'il se conduit, selon eux, comme un tyran.

## Régicides notoires

### Angleterre: CharlesIer(1649)

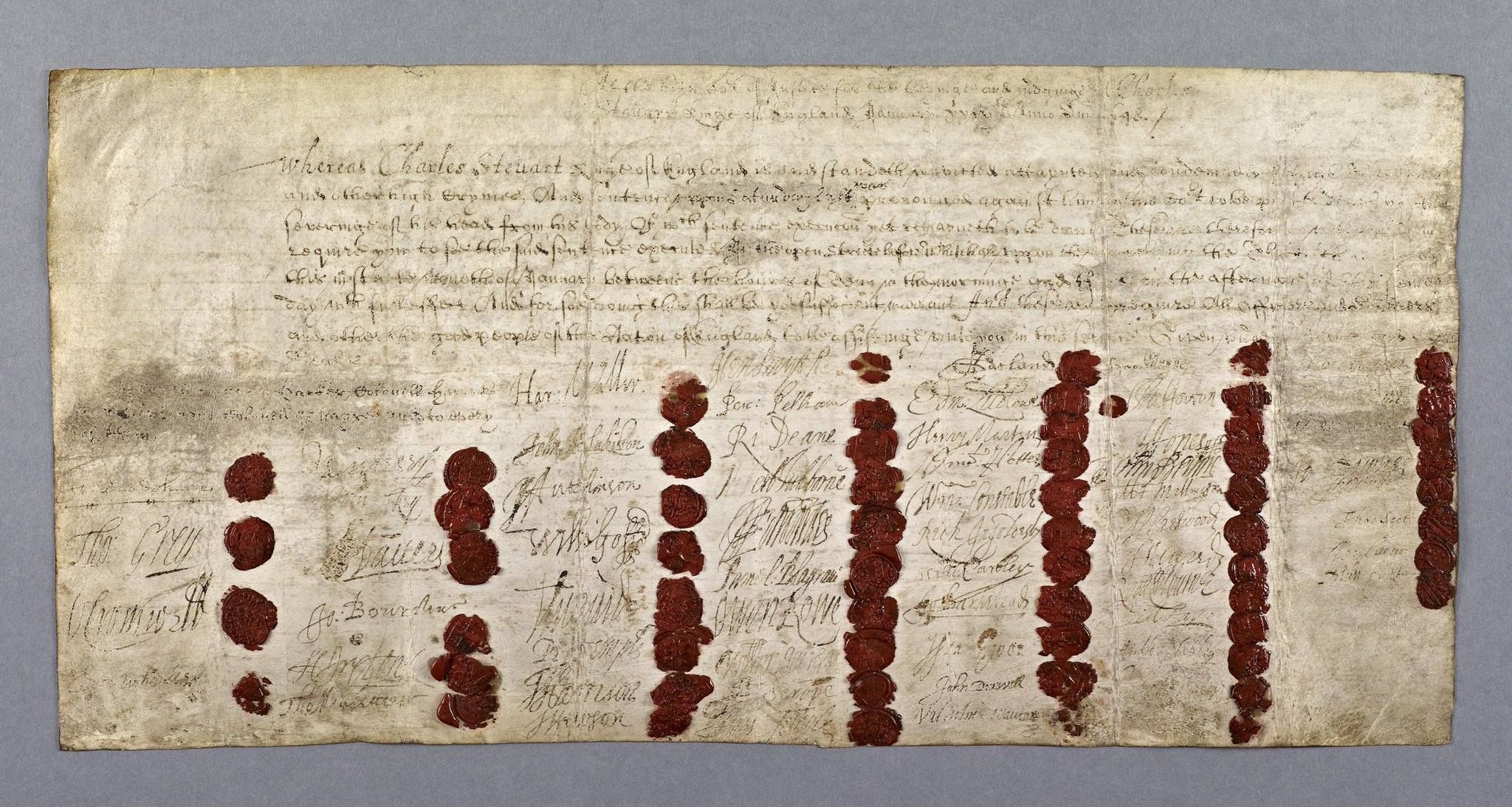
L'ordre d'exécution de Charles Ier.

Au terme de son procès, le roi d'Angleterre Charles Ier est jugé coupable de haute trahison le 27 janvier 1649 et condamné à mort. Son acte d'exécution porte la signature de cinquante-neuf commissaires. Le roi est décapité trois jours plus tard, le 30 janvier, et la monarchie abolie une semaine après. Après la Restauration, en 1660, plusieurs commissaires sont à leur tour exécutés pour régicide, tandis que certains morts avant cette date, notamment Oliver Cromwell, sont l'objet d'une exécution posthume. D'autres régicides finissent leurs jours en prison ou en exil.

### France
Dans la France de l'Ancien Régime, le régicide, même une simple tentative, est puni par le supplice de l'écartèlement. Cependant, au XVIIIe siècle, la peine est ramenée à celle qui frappe les parricides : la main droite coupée en signe d'expiation suivie de la décapitation[réf. nécessaire]. Cette peine accessoire (la main coupée), destinée à renforcer l'horreur du crime par celle du châtiment[pas clair], est abolie sous le règne de Louis-Philippe (1830-1848).
Deux rois sont victimes d'un régicide classique : Henri III et Henri IV. Un troisième, Louis XVI, est victime, comme Charles d'Angleterre, d'un processus révolutionnaire et condamné par la majorité des membres d'une assemblée érigée en tribunal d'exception, la Convention nationale (qui n'a jugé que Louis XVI, renommé « Louis Capet »).

#### Henri III (1589)
Henri III, roi de France depuis 1574, est poignardé par Jacques Clément le 1er août 1589 au château de Saint-Cloud. Il meurt le lendemain.
L'assassin, moine dominicain ligueur, estime que sa victime est l'ennemi déclaré du catholicisme depuis qu'il a commandité l'assassinat du duc de Guise en 1588.
Ce régicide marque un tournant dans la huitième guerre de Religion (1585-1598) : Henri III est le dernier prince de la maison de Valois, son plus proche parent en ligne masculine est le roi Henri III de Navarre, fils d'Antoine de Bourbon, descendant de saint Louis. En vertu de la loi salique, qui a permis aux Valois d'accéder au trône en 1324, c'est Henri de Navarre qui doit succéder, depuis 1584, année de la mort du dernier frère d'Henri III, François de France. Or Henri de Navarre, fils de Jeanne d'Albret, est calviniste, et chef de l'armée protestante depuis 1576. C'est d'ailleurs la mort de François de France qui est à l'origine de la huitième guerre de Religion : les catholiques extrémistes de la Ligue, dirigée par les Guise, refusent la loi salique dans ces circonstances.
Sur son lit de mort, Henri III reconnaît au contraire le protestant Henri de Navarre comme son successeur légitime, malgré sa religion. Il veut en effet que ses fidèles se rallient au nouveau roi, Henri IV. Celui-ci se convertira d'ailleurs au catholicisme en 1593, afin de pouvoir être sacré roi de France (dans la cathédrale de Chartres). Les derniers rebelles ne se rendront qu'en 1598.

#### Henri IV (1610)
Henri IV, roi de France et de Navarre, successeur d'Henri III, est assassiné par François Ravaillac dans une rue de Paris le 14 mai 1610.
Ravaillac est écartelé en place de Grève le 27 mai suivant, au terme d'un long supplice. Ce second régicide consécutif contribue au renforcement de la monarchie absolue en France, les décisions et la personne du roi devenant intouchables.

#### Louis XVI

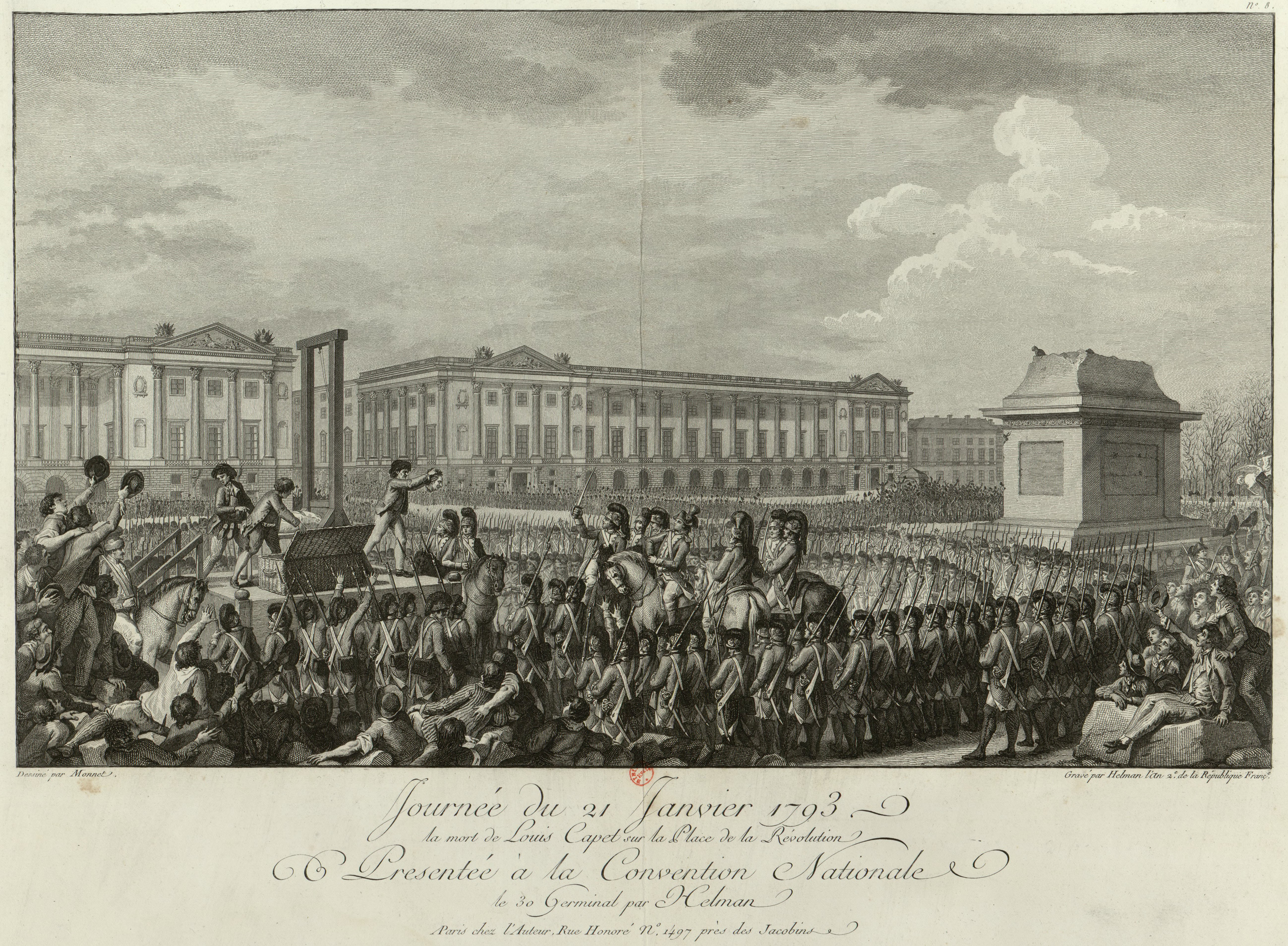
Exécution de Louis XVI le 21 janvier 1793.

Dans le cas de Louis XVI, « régicide » désigne l'exécution de la peine de mort prononcée par la Convention nationale à l'encontre de l'ancien roi à la suite de son procès, ainsi que les Conventionnels qui ont voté la mort. Il est à noter qu'au moment de son exécution, Louis XVI, ancien roi de France et de Navarre suspendu de ses fonctions de chef d'État à partir du 10 août 1792, est déchu de son titre de roi des Français depuis l'abolition de la monarchie le 21 septembre suivant. Ce terme de régicide est surtout employé au moment de la Restauration par les royalistes. Les « conventionnels régicides » qui, en 1815, pendant les Cent Jours ont signé l'acte additionnel aux constitutions de l'Empire ou accepté l'attribution par Napoléon Ier d'une fonction (c'est-à-dire 84 % d'entre eux) ont fait, en janvier 1816, l'objet d'une loi d'indignité et de bannissement. Toutefois, le 24 juin 1795, le futur Louis XVIII, alors comte de Provence, à l'annonce de la mort de Louis XVII au Temple, envoie de Vérone un manifeste dans lequel il prévoit en cas de retour au pouvoir le rétablissement des anciennes institutions politiques et religieuses, ainsi que la « punition des régicides »,.

## Liste de régicides

### Antiquité

#### Avant Jésus-Christ
| Date            | Victime            | Titre                                   | Régicide                  | Remarques |
| --------------- | ------------------ | --------------------------------------- | ------------------------- | --- |
| 2270 av. J.-C.  | Rimush             | Souverain d'Akkad                       | Inconnu                   | Son frère Manishtusu lui succède.                                                                                         |
| 2254 av. J.-C.  | Manishtusu         | Souverain d'Akkad                       | Inconnu                   | Son fils Naram-Sîn lui succède.                                                                                           |
| 1962 av. J.-C.  | Amenemhat Ier      | Pharaon                                 | Inconnu                   | Selon une hypothèse alternative, il aurait survécu à la conspiration. Son fils Sésostris Ier lui succède.                 |
| 1526 av. J.-C.  | Mursili Ier        | Roi hittite                             | Inconnu                   | Son beau-frère Hantili Ier lui succède.                                                                                   |
| 1153 av. J.-C.  | Ramsès III         | Pharaon                                 | Inconnu                   | Conspiration du harem au profit du prince Pentaour. Son fils Ramsès IV lui succède.                                       |
| 1005 av. J.-C.  | Ishboshet          | Roi d'Israël                            | Récab et Baana            | Personnage biblique. Son adversaire David lui succède.                                                                    |
| 900 av. J.-C.   | Nadab              | Roi d'Israël                            | Baasa                     | Le général Baasa lui succède.                                                                                             |
| 885 av. J.-C.   | Éla                | Roi d'Israël                            | Zimri                     | Le général Zimri lui succède.                                                                                             |
| 842 av. J.-C. ? | Adad-Idri          | Roi d'Aram-Damas                        | Hazaël                    | Hazaël lui succède. |
| 841 av. J.-C.   | Joram              | Roi d'Israël                            | Jéhu                      | Le général Jéhu lui succède.                                                                                              |
| 836 av. J.-C.   | Athalie            | Reine de Juda                           | Inconnu                   | Personnage biblique. Victime d'une conspiration de palais. Son petit-fils Joas lui succède.                               |
| 797 av. J.-C.   | Joas               | Roi de Juda                             | Inconnu                   | Personnage biblique. Son fils Amasias lui succède.                                                                        |
| 771 av. J.-C.   | Zhou Youwang       | Roi de Zhou                             | Inconnu                   | Tué à la bataille du mont Li. Son fils Zhou Pingwang lui succède.                                                         |
| 767 av. J.-C.   | Amasias            | Roi de Juda                             | Inconnu                   | Personnage biblique. Victime d'une conspiration de palais. Son fils Ozias lui succède.                                    |
| 752 av. J.-C.   | Zacharie           | Roi d'Israël                            | Shallum                   | Personnage biblique. Shallum lui succède.                                                                                 |
| 747 av. J.-C.   | Télestès           | Roi de Corinthe                         | Aristocratie corinthienne | Tué par des membres de sa propre famille (les Bacchiades) qui abolissent la monarchie et mettent en place une oligarchie. |
| 740 av. J.-C.   | Peqahya            | Roi d'Israël                            | Peqah                     | Personnage biblique. Le général Peqah lui succède.                                                                        |
| 732 av. J.-C.   | Peqah              | Roi d'Israël                            | Osée                      | Personnage biblique. Osée lui succède.                                                                                    |
| 681 av. J.-C.   | Sennachérib        | Roi d'Assyrie                           | Inconnu                   | Victime d'une conspiration de palais. Son fils Assarhaddon lui succède.                                                   |
| 657 av. J.-C.   | Aristocratès II    | Roi d'Orchomène                         | Foule                     | Lapidation. |
| 641 av. J.-C.   | Amon               | Roi de Juda                             | Inconnu                   | Personnage biblique. Tué par ses propres serviteurs. Son fils Josias lui succède.                                         |
| 465 av. J.-C.   | Xerxès Ier         | Grand roi achéménide et pharaon         | Artaban                   | Victime d'un complot de son ministre Artaban. Son fils Artaxerxès Ier lui succède.                                        |
| 424 av. J.-C.   | Xerxès II          | Grand roi achéménide et pharaon         | Sogdianos                 | Tué par son frère Sogdianos qui lui succède.                                                                              |
| 338 av. J.-C.   | Artaxerxès III     | Grand roi achéménide et pharaon         | Bagoas                    | Peut-être empoisonné par son favori Bagoas ou bien mort de causes naturelles. Son fils Arsès lui succède.                 |
| 336 av. J.-C.   | Arsès              | Grand roi achéménide                    | Bagoas                    | Empoisonné par Bagoas. Son cousin Darius III lui succède.                                                                 |
| 336 av. J.-C.   | Philippe II        | Roi de Macédoine                        | Pausanias d'Orestide      | Tué par le sômatophylaque Pausanias d'Orestide. Son fils Alexandre III lui succède.                                       |
| 317 av. J.-C.   | Philippe III       | Roi de Macédoine, roi d'Asie et pharaon | Inconnu                   | Tué sur ordre de l'ancienne reine Olympias. Son neveu Alexandre IV lui succède.                                           |
| 309 av. J.-C.   | Alexandre IV       | Roi de Macédoine, roi d'Asie et pharaon | Inconnu                   | Tué sur ordre du diadoque Cassandre. Ses titres restent vacants quelques années pendant les guerres des diadoques.        |
| 294 av. J.-C.   | Alexandre V        | Roi de Macédoine                        | Inconnu                   | Tué sur ordre de Démétrios Poliorcète qui lui succède.                                                                    |
| 281 av. J.-C.   | Séleucos Ier       | Roi séleucide                           | Ptolémée Kéraunos         | Tué par Ptolémée Kéraunos. Son fils Antiochos Ier lui succède.                                                            |
| 249 av. J.-C.   | Démétrios Kalos    | Roi de Cyrène                           | Inconnu                   | Tué sur ordre de son épouse, la reine Bérénice II.                                                                        |
| 246 av. J.-C.   | Antiochos II       | Roi séleucide                           | Inconnu                   | Peut-être empoisonné sur ordre de son épouse, la reine Laodicé Ire. Son fils Séleucos II lui succède.                     |
| 241 av. J.-C.   | Agis IV            | Roi eurypontide de Sparte               | Inconnu                   | Trahi par les éphores et étranglé. Son fils Eudamidas III lui succède.                                                    |
| 233 av. J.-C.   | Deidamie d'Épire   | Reine d'Épire                           | Milo                      | Dernière des Éacides en Épire. Victime d'une révolte populaire.                                                           |
| 227 av. J.-C.   | Archidamos V       | Roi eurypontide de Sparte               | Inconnu                   | Tué sur ordre du roi agiade Cléomène III d'après Polybe. Euclidas, frère de Cléomène, lui succède.                        |
| 223 av. J.-C.   | Séleucos III       | Roi séleucide                           | Inconnu                   | Tué par deux officiers. Son frère Antiochos III lui succède.                                                              |
| 223 av. J.-C.   | Diodote II         | Roi gréco-bactrien                      | Inconnu                   | Victime d'une révolte d'Euthydème qui lui succède.                                                                        |
| 214 av. J.-C.   | Hiéronyme          | Tyran de Syracuse                       | Inconnu                   | Victime d'une révolte. |
| 206 av. J.-C.   | Ziying             | Roi de Qin                              | Xiang Yu                  | Victime d'une révolte. Après quatre ans de guerre, le général Liu Bang lui succède et fonde la dynastie Han.              |
| 185 av. J.-C.   | Brihadratha Maurya | Souverain maurya                        | Pushyamitra Shunga        | Chute de l'empire maurya. Pushyamitra fonde la dynastie Shunga.                                                           |
| 149 av. J.-C.   | Prusias II         | Roi de Bithynie                         | Inconnu                   | Tué sur ordre de son fils Nicomède qui lui succède.                                                                       |
| 120 av. J.-C.   | Mithridate V       | Roi du Pont                             | Inconnu                   | Son fils Mithridate VI lui succède.                                                                                       |
| 111 av. J.-C.   | Ariarathe VI       | Roi de Cappadoce                        | Gordios                   | Peut-être tué sur ordre de son épouse, la reine Laodicé. Son fils Ariarathe VII lui succède.                              |
| 104 av. J.-C.   | Jugurtha           | Roi de Numidie                          | —                         | Capturé par les Romains après une longue guerre et laissé mourir de faim en prison. Son demi-frère Gauda lui succède.     |
| 100 av. J.-C.   | Ariarathe VII      | Roi de Cappadoce                        | Mithridate VI             | Tué par Mithridate VI du Pont.                                                                                            |
| 80 av. J.-C.    | Ptolémée XI        | Pharaon                                 | Inconnu                   | Égorgé par des soldats dans le gymnase d'Alexandrie. Son cousin Ptolémée XII lui succède.                                 |
| 51 av. J.-C.    | Ariobarzane II     | Roi de Cappadoce                        | Inconnu                   | Victime d'une conspiration d'après Cicéron. Son fils Ariobarzane III lui succède.                                         |
| 42 av. J.-C.    | Ariobarzane III    | Roi de Cappadoce                        | Inconnu                   | Tué sur ordre du général romain Caius Cassius Longinus. Son frère Ariarathe X lui succède.                                |
| 36 av. J.-C.    | Ariarathe X        | Roi de Cappadoce                        | Inconnu                   | Tué sur ordre du général romain Marc Antoine. Archélaos lui succède.                                                      |
| 30 av. J.-C.    | Ptolémée XV        | Pharaon                                 | Inconnu                   | Dernier souverain lagide, tué sur ordre d'Octave. L'Égypte passe sous contrôle romain.                                    |
| 29 av. J.-C.    | Antiochos II       | Roi de Commagène                        | Inconnu                   | Tué sur ordre d'Octave.                                                                                                   |

#### Après Jésus-Christ
| Date            | Victime                 | Titre             | Régicide             | Remarques |
| --------------- | ----------------------- | ----------------- | -------------------- | --- |
| 24 janvier 41   | Caligula                | Empereur romain   | Chaerea et Sabinus   | Tué par ses gardes menés par Cassius Chaerea et Cornelius Sabinus. Son oncle Claude lui succède.                     |
| 15 janvier 69   | Galba                   | Empereur romain   | Inconnu              | Tué sur ordre de son adversaire Othon qui lui succède.                                                               |
| 22 décembre 69  | Vitellius               | Empereur romain   | Inconnu              | Tué et jeté dans le Tibre par la foule. Son adversaire Vespasien lui succède et fonde la dynastie des Flaviens.      |
| 18 septembre 96 | Domitien                | Empereur romain   | Maximus et Stephanus | Victime d'une conspiration de palais. Nerva lui succède et fonde la dynastie des Antonins.                           |
| 190             | Han Shaodi              | Roi de Han        | Li Ru                | Déchu puis empoisonné sur ordre de Dong Zhuo. Son frère Han Xiandi lui succède.                                      |
| 31 décembre 192 | Commode                 | Empereur romain   | Narcisse             | Étranglé dans son bain par l'esclave Narcisse. Le préfet de Rome, Pertinax, lui succède.                             |
| 28 mars 193     | Pertinax                | Empereur romain   | Inconnu              | Tué par des gardes prétoriens dans son palais. Didius Julianus lui succède.                                          |
| 1er juin 193    | Didius Julianus         | Empereur romain   | Inconnu              | Renversé et décapité sur ordre de Septime Sévère qui lui succède et fonde la dynastie des Sévères.                   |
| 8 avril 217     | Caracalla               | Empereur romain   | Iulius Martialis     | Poignardé par le garde prétorien Iulius Martialis, peut-être sur ordre du préfet du prétoire Macrin qui lui succède. |
| 8 juin 218      | Macrin                  | Empereur romain   | Inconnu              | Capturé et exécuté sur ordre d'Héliogabale qui lui succède.                                                          |
| 11 mars 222     | Héliogabale             | Empereur romain   | Inconnu              | Tué et jeté dans le Tibre par la foule. Son cousin Sévère Alexandre lui succède.                                     |
| 19 mars 235     | Sévère Alexandre        | Empereur romain   | Inconnu              | Tué par des soldats. Maximin Ier lui succède.                                                                        |
| avril 238       | Maximin Ier             | Empereur romain   | Inconnu              | Tué par des soldats. Les sénateurs Balbin et Maxime Pupien lui succèdent.                                            |
| 29 juillet 238  | Balbin et Maxime Pupien | Empereur romain   | Inconnu              | Tués par des gardes prétoriens. Gordien III leur succède.                                                            |
| août 253        | Trébonien Galle         | Empereur romain   | Inconnu              | Tué par des soldats. Émilien lui succède.                                                                            |
| septembre 253   | Émilien                 | Empereur romain   | Inconnu              | Tué par des soldats. Valérien lui succède.                                                                           |
| septembre 268   | Gallien                 | Empereur romain   | Inconnu              | Tué par des soldats. Claude II lui succède.                                                                          |
| septembre 275   | Aurélien                | Empereur romain   | Inconnu              | Tué par des officiers. Marcus Claudius Tacite lui succède.                                                           |
| septembre 276   | Florien                 | Empereur romain   | Inconnu              | Tué par des soldats. Probus lui succède.                                                                             |
| octobre 282     | Probus                  | Empereur romain   | Inconnu              | Tué par des soldats. Carus lui succède.                                                                              |
| 325             | Licinius                | Empereur romain   | Inconnu              | Renversé et exécuté sur ordre de Constantin Ier qui reste seul empereur.                                             |
| 27 février 350  | Constant Ier            | Empereur romain   | Inconnu              | Capturé et exécuté sur ordre du général Magnence qui usurpe le trône.                                                |
| 25 août 383     | Gratien                 | Empereur romain   | Andragathius         | Tué par le général Andragathius sur ordre général Magnus Maximus qui lui succède.                                    |
| 396             | Jin Xiaowudi            | Roi de Jin        | Zhang                | Tué par sa concubine Zhang. Son fils Jin Andi lui succède.                                                           |
| 16 mars 455     | Valentinien III         | Empereur romain   | Optila et Thraustila | Tué sur ordre du sénateur Pétrone Maxime qui lui succède.                                                            |
| 456             | Anko                    | Empereur du Japon | Mayowa               | Tué par son cousin, le prince Mayowa. Son frère Yūryaku lui succède.                                                 |

### Moyen Âge
| Date                 | Victime                   | Titre              | Régicide                                    | Arme         | Remarques |
| -------------------- | ------------------------- | ------------------ | ------------------------------------------- | ------------ | --------- |
| décembre 575         | Sigebert Ier              | Roi des Francs     | Par deux serviteurs                         | Scramasaxe   |           |
| septembre 584        | Chilpéric Ier             | Roi des Francs     | Falco, un serviteur                         | arme blanche |           |
| 15 septembre 668     | Constant II               | Empereur byzantin  | Par un serviteur                            |              |           |
| 757                  | Æthelbald                 | Roi de Mercie      | Par ses propres gardes du corps             |              |           |
| 786                  | Cynewulf                  | Roi de Wessex      | Cyneheard (en), frère du précédent roi      |              |           |
| 24 ou 25 juillet 759 | Oswulf                    | Roi de Northumbrie | Membres de sa propre maisonnée              |              |           |
| 23 septembre 788     | Ælfwald Ier               | Roi de Northumbrie | Sicga                                       |              |           |
| 18 avril 796         | Æthelred Ier              | Roi de Northumbrie | Groupe de nobles conspirateurs              |              |           |
| 25 décembre 820      | Léon V l'Arménien         | Empereur byzantin  |                                             |              |           |
| 842                  | Langdarma                 | Empereur du Tibet  | Lhalung Pelgyi Dorje                        | flèche       |           |
| 23 septembre 867     | Michel III                | Empereur byzantin  | Asylaion, cousin de Basile le Macédonien    |              |           |
| 26 mai 946           | Edmond Ier                | Roi d'Angleterre   | Leofa                                       |              |           |
| 11 décembre 969      | Nicéphore II Phocas       | Empereur byzantin  | Léon Abalantés, Michel Bourtzès             | arme blanche |           |
| 10 juillet 1086      | Knut IV                   | Roi de Danemark    | Paysans insurgés dans la région d'Odense    | arme blanche |           |
| 12 septembre 1185    | Andronic Ier Comnène      | Empereur byzantin  | Foule de Constantinople                     |              |           |
| 28 avril 1192        | Conrad de Montferrat      | Roi de Jérusalem   | Saladin ou le chef des nizârites            | arme blanche |           |
| novembre 1204        | Alexis V Doukas Murzuphle | Empereur byzantin  | Ordonné par Baudouin VI de Hainaut          |              |           |
| 21 juin 1208         | Philippe de Souabe        | Roi de Germanie    | Othon VIII de Wittelsbach                   | arme blanche |           |
| 10 août 1250         | Éric IV                   | Roi de Danemark    | Commandité par son frère Abel de Danemark   |              |           |
| 8 février 1296       | Przemysł II               | Roi de Pologne     | Commandité par des margraves de Brandebourg | arme blanche |           |
| 22 novembre 1296     | Éric V                    | Roi de Danemark    |                                             | arme blanche |           |
| 1er mai 1308         | Albert Ier                | Roi de Germanie    | Jean de Souabe                              | arme blanche |           |
| 21 février 1437      | Jacques Ier               | Roi d'Écosse       | Sir Robert Graham (en)                      | arme blanche |           |

### Époque moderne
| Date            | Victime     | Titre                       | Régicide                | Arme          | Remarques                                                                                                |
| --------------- | ----------- | --------------------------- | ----------------------- | ------------- | --- |
| 2 août 1589     | Henri III   | Roi de France               | Jacques Clément         | arme blanche  | Assassinat d'Henri III                                                                                   |
| 14 mai 1610     | Henri IV    | Roi de France et de Navarre | François Ravaillac      | arme blanche  | Assassinat d'Henri IV                                                                                    |
| 20 mai 1622     | Osman II    | Sultan ottoman              |                         | strangulation | Renversé et assassiné par les janissaires, il fut le premier sultan ottoman à être victime d'un régicide |
| 30 janvier 1649 | Charles Ier | Roi d'Angleterre            |                         | décapitation  | |
| 29 mars 1792    | Gustave III | Roi de Suède                | Jacob Johan Anckarström | arme à feu    | |

### Époque contemporaine
| Date              | Victime                                     | Titre                 | Régicide                                             | Arme          | Remarques                                   |
| ----------------- | ------------------------------------------- | --------------------- | ---------------------------------------------------- | ------------- | ------------------------------------------- |
| 21 janvier 1793   | Louis XVI (jugé sous le nom de Louis Capet) | Ex-roi des Français   | Députés à la Convention ayant voté la mort           | guillotine    | Procès de Louis XVI Exécution de Louis XVI  |
| 23 mars 1801      | Paul Ier                                    | Empereur de Russie    | Groupe d’officiers conduits par le général Bennigsen | strangulation |                                             |
| 22 septembre 1828 | Chaka                                       | Roi des Zoulous       | Dingane et Umthlangana                               | arme blanche  |                                             |
| 19 juin 1867      | Maximilien Ier                              | Empereur du Mexique   | Libéraux mexicains                                   | arme à feu    |                                             |
| 13 mars 1881      | Alexandre II                                | Empereur de Russie    | Groupe terroriste Narodnaïa Volia                    | explosifs     | Assassinat d'Alexandre II de Russie         |
| 1er mai 1896      | Nasseredin Shah                             | Chah d'Iran           | Mirza Reza Kermani                                   | arme à feu    |                                             |
| 29 juillet 1900   | Humbert Ier                                 | Roi d'Italie          | Gaetano Bresci                                       | arme à feu    | Assassinat d'Humbert Ier d'Italie           |
| 11 juin 1903      | Alexandre Ier                               | Roi de Serbie         | Dragutin Dimitrijević                                | arme à feu    | Coup d'État de mai                          |
| 1er février 1908  | Charles Ier                                 | Roi de Portugal       | Alfredo Luís da Costa (pt) et Manuel Buíça           | arme à feu    | Régicide de Lisbonne                        |
| 18 mars 1913      | Georges Ier                                 | Roi des Hellènes      | Aléxandros Schinás                                   | arme à feu    | Assassinat de Georges Ier de Grèce          |
| 28 juin 1914      | François-Ferdinand d'Autriche               | Archiduc d'Autriche   | Gavrilo Princip                                      | arme à feu    | Attentat de Sarajevo                        |
| 17 juillet 1918   | Nicolas II                                  | Empereur de Russie    | Régime bolchevik                                     | arme à feu    | Assassinat de la famille impériale russe    |
| 8 novembre 1933   | Mohammad Nadir Shah                         | Roi d'Afghanistan     | Abdul Khaliq                                         | arme à feu    |                                             |
| 9 octobre 1934    | Alexandre Ier                               | Roi de Yougoslavie    | Vlado Tchernozemski                                  | arme à feu    | Assassinat d'Alexandre Ier de Yougoslavie   |
| 20 juillet 1951   | Abdallah Ier                                | Roi de Jordanie       | Mustafa Ashi                                         | arme à feu    |                                             |
| 25 mars 1975      | Fayçal                                      | Roi d'Arabie saoudite | Fayçal ben Moussaid                                  | arme à feu    | Assassinat de Fayçal ben Abdelaziz Al Saoud |
| 1er juin 2001     | Birendra                                    | Roi du Népal          | Dipendra Bir Bikram Shah Dev                         | arme à feu    | Massacre de la famille royale du Népal      |

### Dans la fiction
Cette liste est non exhaustive.
| Victime            | Titre            | Régicide        | Arme                 | Remarques       |
| ------------------ | ---------------- | --------------- | -------------------- | --------------- |
| Mufasa             | Roi lion         | Scar            | Rejeté dans le vide  |                 |
| Aerys II Targaryen |                  | Jaime Lannister | Poignard             | Game of thrones |
| Terenas            | Roi de Lordaeron | Arthas Menethil | Lame de Deuillegivre | Warcraft        |

## Liste de régicides ayant échoué
| Date             | Victime            | Titre                 | Régicide                                                          | Arme                 | Remarques |
| ---------------- | ------------------ | --------------------- | ----------------------------------------------------------------- | -------------------- | --- |
| 5 janvier 1757   | Louis XV           | Roi de France         | Robert-François Damiens                                           | arme blanche         | Poignardé au torse. La blessure est finalement sans gravité.                                                                             |
| 12 octobre 1809  | Napoléon Ier       | Empereur des Français | Frédéric Staps                                                    | arme blanche         | Arrêté avant d'avoir pu passer à l'acte.                                                                                                 |
| 28 juillet 1835  | Louis-Philippe Ier | Roi des Français      | Giuseppe Fieschi                                                  | la Machine infernale | La mitraille touche principalement la foule. Louis-Philippe n'a qu'une éraflure au front.                                                |
| 28 avril 1855    | Napoléon III       | Empereur des Français | Giovanni Pianori                                                  | arme à feu           | Aucun des deux coups de feu tirés n'atteint Napoléon III.                                                                                |
| 8 septembre 1855 | Napoléon III       | Empereur des Français | Edmond Bellemare                                                  | arme à feu           | Aucun des coups de feu tirés n'atteint Napoléon III.                                                                                     |
| 14 janvier 1858  | Napoléon III       | Empereur des Français | Felice Orsini Giovanni Andrea Pieri Charles DeRudio Antonio Gomez | bombes               | Les bombes lancées sur le cortège impérial provoquent 156 blessés dont 12 décèderont. Napoléon III et son épouse en ressortent indemnes. |
| 17 novembre 1878 | Humbert Ier        | Roi d'Italie          | Giovanni Passannante                                              | arme blanche         | Humbert est légèrement blessé au bras.                                                                                                   |
| 15 juillet 1889  | Pierre II          | Empereur du Brésil    | Adriano Augusto do Valle                                          | revolver             | Article détaillé : Tentative d'assassinat de Pierre II du Brésil.                                                                        |
| 30 avril 2009    | Beatrix            | Reine des Pays-Bas    | Karst Tates                                                       | voiture-bélier       | Article détaillé : Attaque contre la famille royale néerlandaise de 2009.                                                                |

## Pensée sur le régicide
L’idée de régicide a été au centre d’un nombre abondant de réflexions sociologiques, politiques, philosophiques : on peut ainsi songer à Kant (le corps infigurable du roi) ou Freud (la mise à mort de l’origine « patriarcale »). En France, après la mort de Louis XVI, des philosophes contre-révolutionnaires comme Joseph de Maistre (la catastrophe), Louis de Bonald (la folle accusation de régicide contre le jésuites) ou Pierre-Simon Ballanche (dialectique de la déchéance et de la réhabilitation) ont réfléchi à la signification du régicide.